# Sakae Menda

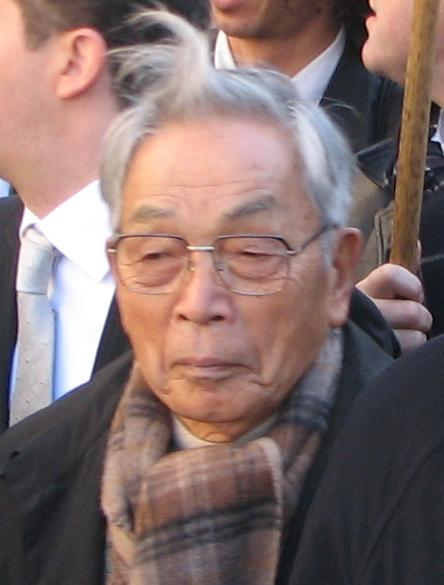
Sakae Menda am 3. Februar 2007 auf einer Demonstration gegen die Todesstrafe in Paris.

Sakae Menda (jap. 免田 栄, Menda Sakae; * 1925 in Menda (heute: Asagiri), Landkreis Kuma, Präfektur Kumamoto, Japan; † 5. Dezember 2020 in der Präfektur Fukuoka) war ein japanischer Todeskandidat und Aktivist gegen die Todesstrafe.

## Biografie

### Anklage und Verurteilung
Am 30. Dezember 1948 wurden ein Priester und dessen Frau in ihrem Haus in Hitoyoshi in der Präfektur Kumamoto auf der Insel Kyūshū mit einem Messer und einer Axt ermordet. Die beiden jungen Töchter der Familie wurden hierbei von dem Täter, der in das Haus eingebrochen war, verwundet. Am 13. Januar 1949 wurde der damals 23-jährige mittellose, ungebildete Landarbeiter Sakae Menda verhaftet.
Die Polizei hielt Menda fest, ohne ihm Zugang zu juristischem Beistand zu gewähren. Bei den stattfindenden Verhören wurde er durch Nahrungs- und Schlafentzug sowie Folter zu einem Geständnis gezwungen. Nachdem Menda das von der Polizei vorgelegte Geständnis unterschrieben hatte, wurde er schließlich in einem unfairen Verfahren März 1950 Aufgrund der erzwungenen Geständnisse, der Nichtberücksichtigung seines Alibis und falscher Zeugenaussagen zum Tode verurteilt. Am 25. Dezember 1951 wurde das Urteil vom Obersten Gerichtshof bestätigt. Infolge des Prozesses wurde Menda von seinen Eltern verstoßen.

### Inhaftierung und erneute Aufnahme des Verfahrens
Menda wurde nun im Fukuoka Gefängnis in einer fünf Quadratmeter großen, unbeheizten, Einzelzelle inhaftiert, die Tag und Nacht beleuchtet war und unter permanenter Überwachung stand. Er verbrachte nun die Jahre damit täglich auf seine unangekündigte Hinrichtung zu warten. In dieser Zeit sah er, wie Dutzende seiner Mithäftlinge zur Vollstreckung ihrer Urteile abgeholt wurden.
Während seiner Inhaftierung konvertierte Menda zum Christentum, begann in der Bibel zu lesen und Bücher in Braille zu übersetzen. Nach insgesamt sechs Anträgen auf ein Wiederaufnahmeverfahren ordnete das Obergericht Fukuoka 1979 eine erneute Prüfung des Falles an. Am 15. Juli 1983 erkannte ein Gericht schließlich an, dass die Polizei Mendas Alibi verheimlicht hatte, und sprach ihn in einem Gerichtsurteil frei. Menda, nun 57 Jahre alt, war damit der erste Todeskandidat, der in Japan wieder in Freiheit kam. Für die Zeit, die er unschuldig inhaftiert war, erhielt Menda von der Regierung 7000 Yen pro Tag, was einer Summe von 90 Millionen Yen entspricht. Die Hälfte des Geldes spendete er an eine Organisation, die sich für die Abschaffung der Todesstrafe einsetzt. Von dem restlichen Geld bezahlte Menda Anwälte, die ihn im Lauf der Jahre unterstützt hatten, wobei ihm am Ende ein Drittel des ursprünglichen Betrages übrig blieb.
Nach seiner Freilassung setzte sich der mittlerweile verheiratete Menda gegen die Todesstrafe ein. 2004 veröffentlichte er seine Autobiografie Gokuchū nōto (獄中ノート, „Notizen in der Haft“). Bereits 1998 hatte Masato Koike Mendas Geschichte als Dokumentarfilm unter dem Titel Gokuchū no Sei (engl. Sakae Menda: A Life in Prison) verfilmt.